# Albert Shepherd
Albert Shepherd (Great Lever, 10 settembre 1885 – Bolton, 8 novembre 1929) è stato un calciatore inglese, di ruolo attaccante.

## Carriera
Vinse con il Newcastle un campionato inglese nel 1909 e una FA Cup l'anno seguente. Fu capocannoniere della massima serie inglese nel 1906 e nel 1911.

## Palmarès

### Club

#### Competizioni nazionali
- Campionato inglese: 1

Newcastle: 1908-1909
- Coppa d'Inghilterra: 1

Newcastle: 1909-1910
- Community Shield: 1

Newcastle: 1909